# Pseudagrion acaciae
Pseudagrion acaciae е вид водно конче от семейство Coenagrionidae. Видът не е застрашен от изчезване.

## Разпространение
Разпространен е в Ангола, Ботсвана, Замбия, Зимбабве, Малави, Мозамбик, Намибия, Свазиленд, Танзания и Южна Африка.